# Bahami
Bahami su otočna država u Atlantskom oceanu. Obuhvaća otočje od 700 otoka istočno od Floride i sjeverno od Kube. Bahami su i danas dio Commonwealtha, iako su 1973. proglasili neovisnost od Ujedinjenog Kraljevstva.

## Povijest
Prvo tlo Novoga svijeta na koje je Kristofor Kolumbo stupio bio je otok San Salvador (ili Watling's Island) u jugoistočnim Bahamima. Na otoku je našao indijansko pleme Taino, s kojima je razmjenio darove.
Na Bahamima je živjelo oko 40.000 Indijanaca u vrijeme kada je Kolumbo došao. Kasnije su svi porobljeni, tako da je njihovo bogato društvo brzo nestalo.
Prvi engleski doseljenici su naselili otok 1650. godine, a dolaskom guvernera Woodesa Rogersa 1718. godine službeno su postali dio Britanskog carstva.
Godine 1964. Bahami su dobili samostalnu vlast, da bi 1973. postali samostalna država. Od samostalnosti u državi je naglo razvijen turizam i bankarstvo, tako da država danas ima treći po veličini BDP per capita u zapadnoj hemisferi.

## Politika
Na čelu države je kralj Karlo III., njega na Bahamima predstavlja generalni guverner koji se izabire po preporuci vlade. U skladu s britanskom tradicijom, Bahamima vlada dvodomski parlament Senat (sa 16 zastupnika) i Kuća zastupnika (40 zastupnika). Državu vodi vlada na čelu s premijerom. Izbori se održavaju svakih pet godina.
Bahami su član Commonwealtha.

## Zemljopis
Arhipelag od 700 otoka i otočića pokriva površinu od 100.000 četvornih milja Atlantskog oceana.
Andros je najveći otok na Bahamima i nalazi se na zapadu. Na otoku New Providence koji se nalazi istočno od Androsa se nalazi glavni grad Nassau u kojemu živi dvije trećine stanovništva. Drugi važniji otoci su Grand Bahama na sjeveru (na kojemu se nalazi drugi najveći grad u zemlji Freeport) i Inagua na jugu.

## Okruzi
Sustav lokalne samouprave na Bahamima se sastoji od okruga. Taj sustav vrijedi u cijeloj zemlji, jedina je iznimka okrug New Providence čijim se poslovima vlada bavi izravno.
Trenutačno je na snazi sustav iz 1996. kada su definirana 23 okruga — daljnih 8 dodano je 1999. godine.

## Promet
Značajnije morske luke za međunarodni promet su Freeport i Nassau. Međunarodna zračna luka nalazi se na otoku New Providence, na istoku glavnoga grada.

## Gospodarstvo
Bahami imaju stabilno i rastuće gospodarstvo ovisno o turizmu i bankarstvu. Turizam čini više od 60% BDP-a i zapošljava skoro polovicu radnog kontigenta. Rast turizma odražava se na boom u izgradnji novih hotela i prihvatilišta za turiste.

## Stanovništvo
Negroidi čine oko (85%) stanovništva, a bijelci 12%. Službeni jezik je engleski.
Bahamci su vrlo religiozan narod, zemlja ima najveći broj crkava po osobi na svijetu. Kršćanstvo je glavna religija. Najdominantnija je Baptistička crkva čiji vjernici čine oko 1/3 stanovništva. Druge veće Crkve su Anglikanska i Katolička.
Određeni broj ljudi, posebno na južnim i istočnim otocima prakticiraju obeah, religiju sličnu vuduu. Vudu se također prakticira, ali gotovo isključivo u haićanskoj zajednici. 
Prastanovnici su bili Lucayo Indijanci.

## Kultura
Kultura Bahama spoj je afričke, europske i drugih kultura. Vjerojatno najpoznatiji glazbeni oblik s Bahama je junkanoo.

## Vanjske poveznice
- Službeni site vlade Bahama
- Turistički ured u Velikoj Britaniji  Arhivirana inačica izvorne stranice od 27. prosinca 2005. (Wayback Machine)
- Turistički ured u Francuskoj
- Ministarstvo Turizma